# Angelo Cavallaro
Ángel Cavallaro (Catania, 11 de abril de 1967) es un cantautor italiano.

## Biografía
Nació en la ciudad de Catania y se crio en la ciudad de Paternò. Se mudó a Apulia, donde vivió en el municipio de Casamassima Bari durante 6 años. 
En el año 1981, en Catania, lanzó su primer álbum discográfico titulado como Gioia (producido y distribuido por Seamusica); su primer gran debut fue en el  año 1986 con el álbum (CD) Amami, producido y distribuido por G.S. Record di Catania, del cual las ventas superan las 250.000 copias. 
Amami fue muy popular en Italia, Suiza, Alemania, Francia, Bélgica e incluso en América, a la cual dedicó la canción de título homónimo, su álbum strepitoso. 
A lo largo de su carrera ha realizado muchos conciertos en ciudades como Roma, Milán y Turín, donde él fue aclamado por la multitud.
Cuenta también con muchas participaciones en televisión, entre las cuales podemos nombrar el Cantafestival (Rai 3) en el año 1997, el Festival de Pietrarossa (Caltanissetta - 1998), En boca de lobo (Rai 1), Festival de Nápoles (Rete 4 - 2000), transmitido en horario estelar.
En el año 2012 es protagonista de la película Spietati.

## Discografía
| - 1981 - Gioia - 1982 - Addio estate - 1983 - L'ascensore - 1984 - Amore 'e gioventù - 1986 - Amami - 1987 - E' bello - 1987 - I miei successi - 1988 - Sport e Amore - 1988 - Sensazioni - 1989 - Ballate insieme a me - 1990 - Più forte che mai - 1990 - Come mai - 1991 - Frenetico - 1991 - Che sballo... ragazzi! - 1991 - Quelli che si amano'" - 1992 - Ai miei fans - 1992 - Super scatenato - 1992 - Alla grande - 1993 - Spericolato - 1994 - '94 - 1994 - Eccezionale - 1995 - Relazioni - 1996 - Strepitoso - 1997 - I miei successo e coco jambo - 1997 - Furore - 1998 - Alè!Alè!Alè! - 1999 - Boom Boom Boom - 1999 - Per sempre napoli - 2000 - Estate 2000 - 2000 - Enamorando - 2001 - La più bella del mondo - 2001 - Mama insegnami a bailar | - 2002 - Fenomenale - 2002 - Straordinario - 2003 - Baciami - 2007 - Fuoriclasse - 2008 - Clamoroso - 2009 - Cuori di notte - 2009 - unico - 2010 - Ideale - 2008 - Cuore innamorato - 2010 - Fenomeno - 2005 - Angelo ribelle - 2011 - Splendido - 2011 - esplosivo - 2011 - Speciale - 2011 - Meraviglioso - 2011 - Sbalorditivo - 2013 - A tutta forza |